# Nawara Negm
Nawara Negm (tiếng Ả Rập Ai Cập: نوارة جج, IPA: [nɑwˈwɑːɾɑ ˈneɡm]) (sinh tại Cairo năm 1973) là một nhà báo người Ai Cập, một blogger và nhà hoạt động nhân quyền đến từ Cairo, Ai Cập. Là con gái của nhà thơ Ai Cập cánh tả đáng chú ý Ahmed Fouad Negm và nhà tư tưởng và nhà báo Hồi giáo Ai Cập Safinaz Kazem, cô lấy bằng cử nhân tiếng Anh từ Khoa Nghệ thuật, Đại học Ain Shams và từ đó làm việc cho Mạng lưới Truyền hình Nile Ai Cập (NTN) dịch giả và biên tập viên tin tức.

## Bài viết
Năm 2009, cô xuất bản cuốn sách đầu tiên của cô, Esh A'rrih ('Một chiếc tổ theo chiều gió'; tiếng Ả Rập Ai Cập: عش عالريح, IPA: [ʕeʃ.ʃe ʕæɾˈɾiːħ, ʕælˈ-] một bộ sưu tập các bài báo, và trong cùng năm đó cô là đồng tác giả một cuốn sách viết độc quyền bởi nhà văn nữ dưới tiêu đề của Ana Ontha (Tôi Nữ; tiếng Ả Rập: أنا أنثى).

## Nghề nghiệp
Từ năm đầu tiên ở trường đại học, từ năm 1992 đến năm 1993, Negm đã học việc làm nhà báo cho Al-Sahabab, một tạp chí hàng tháng do Nhà xuất bản Al-Ahram phát hành, sau đó cô chuyển sang Tuần báo Al-Ahram tiếng Anh, do Al-AHram phát hành. Cô làm việc như một người học việc cho Nesf Al-Donia, một tạp chí dành cho phụ nữ hàng tuần cũng được in bởi Al-Ahram. Sanaa Al-Bissy, tổng biên tập tạp chí lúc đó đã quyết định thuê cô nhưng Ibrahim Nafie, cựu CEO của Al-Ahram, từ chối, nói rằng "cô sẽ không được thuê vì cô là con gái của Safinaz Kazem và Ahmed Fouad Negm ".
Vì vậy, Nawara Negm rời Al-Ahram để khám phá những cơ hội khác, làm việc cho AlWafd (một tờ báo hàng ngày do đảng đối lập Al-Wafd sở hữu và điều hành), tạp chí El-Helwa và Al-Qahira (một tờ báo hàng tuần do Bộ Văn hóa xuất bản). Ngay sau khi tốt nghiệp năm 1997, cô gia nhập Mạng lưới truyền hình Nile.

## Bài báo
Negm đã đóng góp một chuyên mục hàng tuần vào Chủ nhật hàng tuần cho AlWafd, sau đó cô tham gia tờ nhật báo Al-Dustour mà phiên bản báo điện tử mà cô vẫn đóng góp. Trong số những đóng góp nổi tiếng nhất của cô cho phiên bản điện tử là bản dịch tiếng Ả Rập vào tháng 12 năm 2010 của các tài liệu WikiLeaks được chọn liên quan đến Ai Cập và một số quốc gia Ả Rập khác.

## Blog
Năm 2006 Negm bắt đầu hoạt động chính trị của bà bằng cách viết blog với tựa đề Gabhet El Tahyees El Shaabeya (tiếng Ả Rập Ai Cập: جبهة التهييس الشعبية, IPA: [ˈɡæbhet et-, el.tæhˈjiːs eʃ-, el.ʃæʕˈbejːæ]; có thể được dịch, không hoàn hảo, là 'Mặt trận phổ biến của Sarcasm'). Tiêu đề của blog có một cô gái trẻ cắn dây thép gai và bao gồm chú thích, cả tiếng Ả Rập và tiếng Anh, có nội dung "Tự do chỉ dành cho những người sẵn sàng chết".
Trong cuộc Cách mạng ngày 25 tháng 1, Negm đã tích cực có mặt tại Quảng trường Tahrir Cairo và tình nguyện làm người phát ngôn của cuộc cách mạng, báo cáo với giới truyền thông, chủ yếu là Al Jazeera TV, những quan sát của cô trong cuộc cách mạng này.

## liên kết ngoài
- Blog của Nawara Negm
- Viết blog để cải cách: trường hợp của Ai Cập
- Nawara, bloggueuse frondeuse (tiếng Pháp)
- Fanoos bách khoa toàn thư: Nawara Negm